# Kong Peter
Kong Peter er en dansk dokumentarisk optagelse fra 1910 produceret af Nordisk Films Kompagni.

## Handling
Kong Peter 1. af Serbien modtages i Tyrkiet (?). Stor officiel modtagelse med æresgarde, rytteri og soldater. Kong Peter kører i karet til jernbanestation, hvorfra han rejser bort i tog.